# Etienne van Empel
Etienne van Empel (Tricht, 14 april 1994) is een Nederlands wielrenner die als beroepsrenner onder andere reed voor Roompot-Oranje Peloton en Neri-Selle Italia.

## Carrière
In 2015 werd Van Empel achter Amets Txurruka tweede in het bergklassement van de Tour des Fjords.
Verdere noemenswaardige resultaten:
- 9e  Druivenkoers - Overijse  (2016)
- 5e  Ronde van Limburg   (2017)
- 3e  GC Tour de Taiwan  (2019)
- 7e  Stage Tour de Taiwan  (2019)
- 9e  Stage 4 Ronde van Turkije (koninginnenrit) (2019)
- 11e GC Tour of Turkey (World Tour)
- 2e  GC Tour of Albania (2019)

## Resultaten in voornaamste wedstrijden

### Wegwielrennen
| Jaar | Ronde van Italië | Ronde van Frankrijk | Ronde van Spanje |
| ---- | ---------------- | ------------------- | ---------------- |
| 2016 |                  |                     |                  |
| 2017 |                  |                     |                  |
| 2018 |                  |                     |                  |
| 2019 |                  |                     |                  |
| 2020 | 88e              |                     |                  |

| Jaar | Luik-Bast.‑Luik |
| ---- | --------------- |
| 2016 | opgave          |
| 2017 |                 |
| 2018 |                 |
| 2019 |                 |
| 2020 |                 |

### Baanwielrennen
2023
- Nederlands kampioenschap stayeren (50 km)

## Ploegen
- 2013 –  Rabobank Development Team
- 2014 –  Rabobank Development Team
- 2015 –  Roompot Oranje Peloton
- 2016 –  Roompot-Oranje Peloton
- 2017 –  Roompot-Nederlandse Loterij
- 2018 –  Roompot-Nederlandse Loterij
- 2019 –  Neri-Selle Italia
- 2020 –  Vini Zabù-KTM
- 2021 –  Vini Zabù-KTM
- 2022 –  China Glory
- 2023 –  Team Corratec
- 2024 –  Team Corratec-Vini Fantini

van Baarle ·
Bosman ·
Bovenhuis ·
van Dongen ·
Dolfsma ·
van Empel ·
Godrie ·
van der Haar ·
Hofstede ·
Korevaar · 
van der Lijke ·
Minnaard ·
Olivier ·
Slik ·
Teunissen ·
van Trijp ·
Tusveld ·
Wubben ·
Zabel ·
Zepuntke ·
Meijers (stagiair) ·
Roosen (stagiair) 
Bol · Budding · Dolfsma · van Dongen · van Empel · Gerts · Godrie · Havik · Hofstede · Honingh · Korevaar · Lindeman · Looij · Meijers · Oomen · Roosen · Slik · Teunissen · van Trijp · Tusveld
Asselman · Duijn · van Empel · van Ginneken · van Goethem · Groenewegen · Honig · Hoogerland · Kerkhof · M. Kreder · R. Kreder · W. Kreder · Lammertink · Looij · de Maar · Slik · Terpstra · de Vries
Ariesen · Asselman · Budding · van Empel · van Ginneken · van Goethem · van der Hoorn · Kreder · Ligthart · van der Lijke · Looij · Meijers · Mouris · Reinders · Riesebeek · Tusveld · Vermeltfoort · de Vries · Weening
Ariesen · Asselman · Budding · van Empel · Gerts · van Ginneken · van Goethem · de Greef · van der Hoorn · Ligthart · van der Lijke · Meijers · Reinders · Riesebeek · van Schip · Vermeltfoort · Weening · Wippert
Bartolozzi · Bertazzo · M. Bevilacqua · S. Bevilacqua · De Bonis · Di Renzo · Frapporti · González · Gradek · Iacchi · Mareczko · Orrico · Pearson · Petelin · Schneiter · Stacchiotti · Stojnić · Tortomasi · van Elzakker · van Empel · Zardini · Ferri (stagiair) · Masotto (stagiair) · Tosin (stagiair)
Amella · Baldaccini · Barać · Conti · Dalla Valle · Gandin · Iacchi · Konychev · Masotto · Murgano · Olivero · Ponomar (vanaf 10/8) · Quarterman · Quartucci · Stojnić · Stöckli · Tivani · Vacek · van Empel · Viviani · Zambelli · Darbellay (stagiair) · Debons (stagiair) · Tsarenko (stagiair)
Amella · Baldaccini · Balmer (vanaf 14/5) · Bonifazio · Conti · Darbellay · Debons · Carlos González (vanaf 31/3) · Iacchi · Mareczko · Masotto · Monaco · Murgano · Olivero · Padoen · Ponomar · Samudio (vanaf 1/8) · Quartucci · Sbaragli · Stewart · Stöckli · Tsarenko · van Empel · Viviani · Zambelli · Bögli (stagiair) · Parravano (stagiair) · Tissières (stagiair)